# コルネリス・ファン・ダーレン2世
コルネリス・ファン・ダーレン2世（Cornelis van Dalen II 、1638年12月28日（洗礼日）- 1664年10月9日）は、オランダの版画家である。同名の父親とともに、同時代の芸術家や有力者の肖像版画を制作した。

## 略歴
アムステルダムの版画家、出版者のコルネリス・ファン・ダーレン1世（Cornelis van Dalen I: c.16020-1665）の息子に生まれた。父親から学んだ後、ハールレムの版画家のコルネリス・デ・フィスヘル(Cornelis de Visscher II: 1628/1629-1658)にも学んだともされる。
1655年から 1659年の間は、アムステルダムで活動し、主に油彩で肖像画を制作した。ピーテル・パウル・ルーベンス（1577-1640）やホーファールト・フリンク（1615-1660） 、Pieter Nason (1612-1688/1691）といった画家の作品をもとに版画を制作し、コルネリス・デ・フィスヘルやアブラハム・ブルーマールト（1566-1651）といった画家、版画家や父親と協力して肖像版画を制作した。 
ヴェネツィア貴族の美術コレクションを購入したアムステルダムの豪商、ヘラルト・レインスト（Gerard Reynst:  c.1568-1615）からの注文で、コレクション作品の複製版画集の制作に加わり、セバスティアーノ・デル・ピオンボ（c.1485-1547）やジョヴァンニ・ボッカッチョ、ピエトロ・アレティーノの肖像版画やティツィアーノ・ヴェチェッリオやジョルジョーネといったイタリアの巨匠の作品の複製版画も制作した。ファン・ダーレン2世が制作した肖像版画にはイギリス貴族やイギリス国王の肖像画もあり、イギリスで働いた可能性もあるがそれを裏付ける文書はない。
ファン・ダーレン2世は「C.v.D.」というモノグラムを署名として用いたが、作品のスタイルは父親のスタイルに近く、作品を区別することは困難とされている。
1664年にアムステルダムで25歳で亡くなった。

## 作品

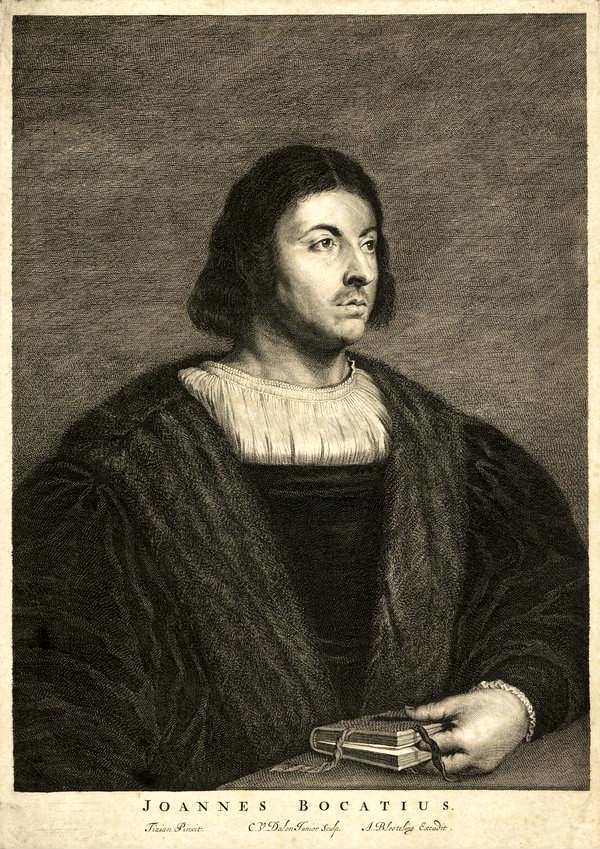
ティツィアーノ作の『ヤコポ・サンナザーロの肖像』の複製版画
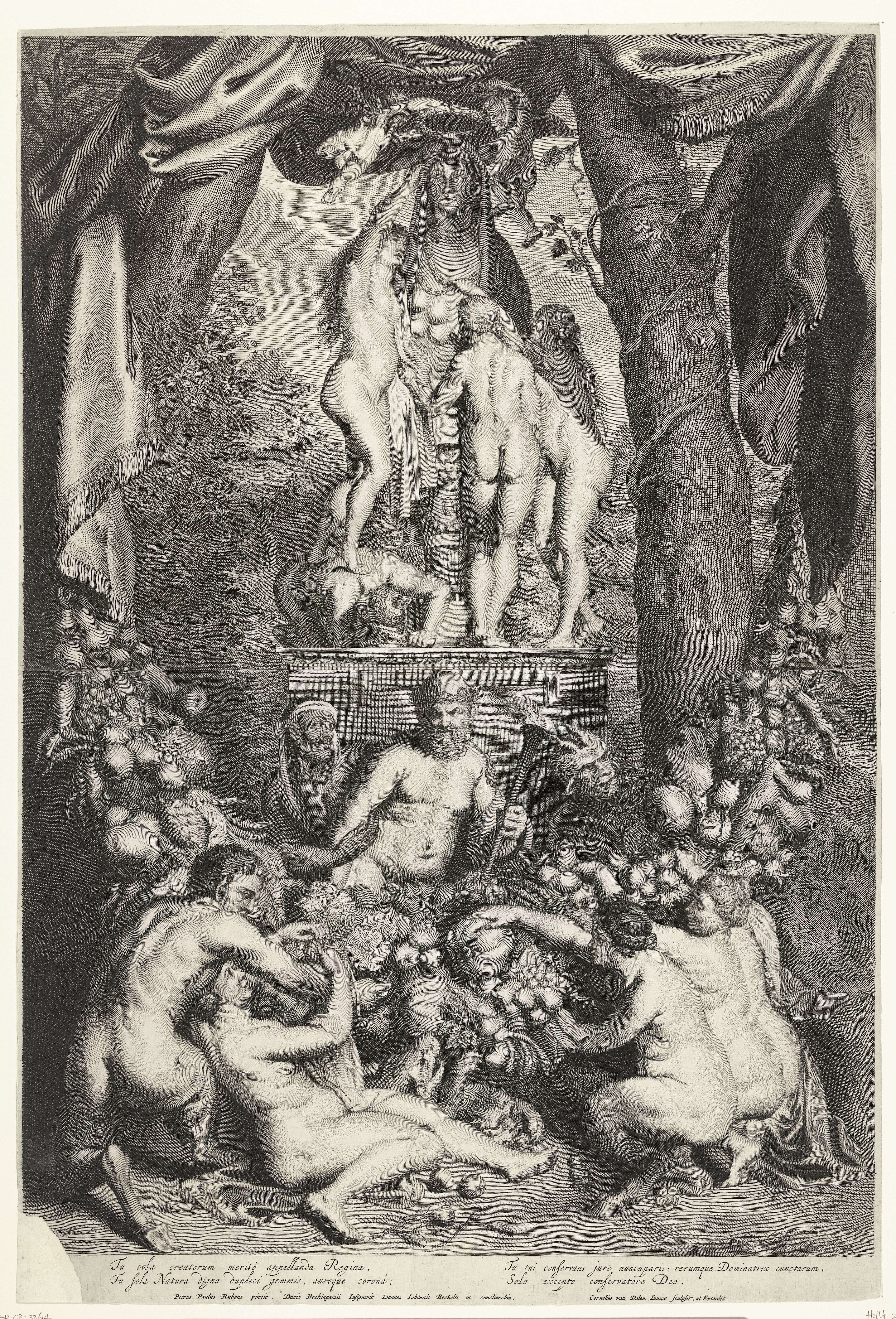
ピーテル・パウル・ルーベンスの原画に基ずく版画「自然の寓意」
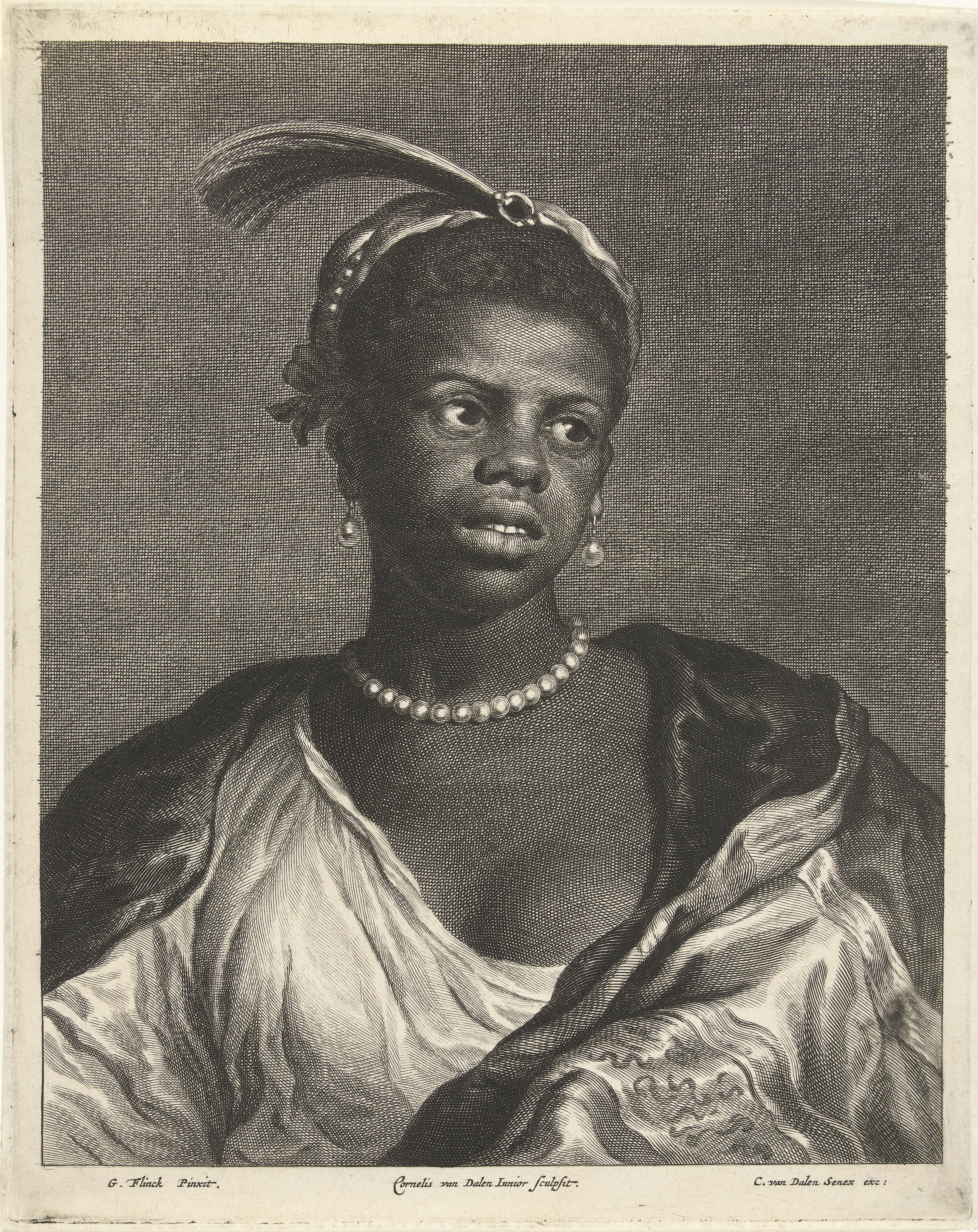
ホーファールト・フリンクの原画に基ずく版画「真珠の首飾りを着けた黒人女性」
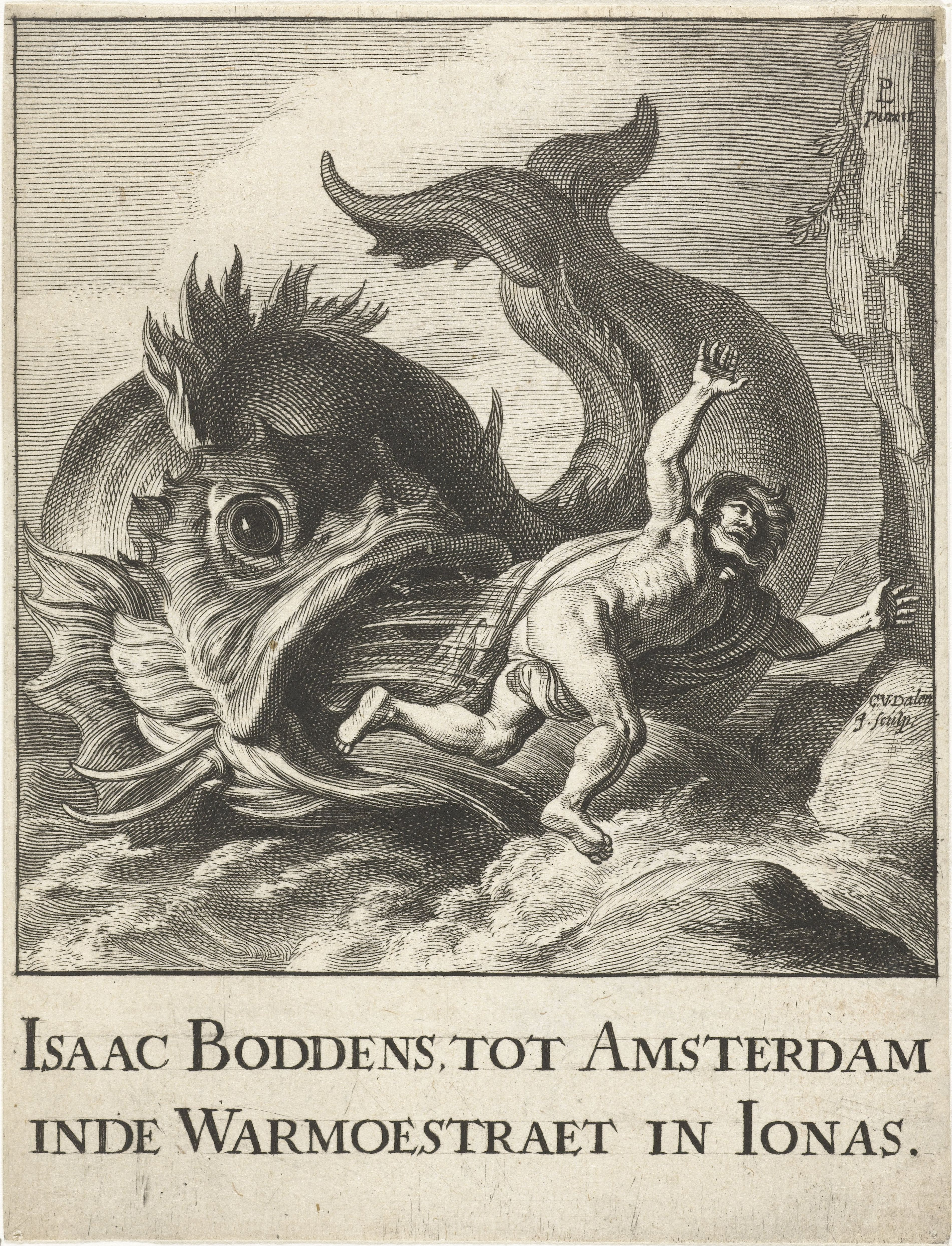
ピーテル・ラストマンの原画に基ずく版画『大魚に吐き出されたヨナ』